# Rita Thalmann
Rita Thalmann (23. Juni 1926 in Nürnberg – 18. August 2013) war eine französische Historikerin und Germanistin, die sich vor allem mit der deutschen Geschichte im 20. Jahrhundert mit Schwerpunkt auf der Zeit des Nationalsozialismus beschäftigte und als Pionierin der Frauengeschichte gilt. Sie lehrte ab 1984 als Professorin für Geschichte und Kultur der deutschsprachigen Länder an der Universität Paris VII (Diderot).

## Leben
Rita Thalmann wurde als Tochter des Nürnberger Textilgroßhändlers Nathan Thalmann und seiner Frau Helene geb. Hausmann aus Basel geboren. Beide Eltern waren gläubige Juden. Obwohl Nathan Thalmann im Ersten Weltkrieg mit dem Eisernen Kreuz ausgezeichnet worden war, waren er und seine Familie  nach der Machtergreifung der Nationalsozialisten in Deutschland und der folgenden Diskriminierung der jüdischen Bevölkerung gezwungen auszuwandern. Über die Schweiz kamen sie nach Frankreich, wo sie sich in Dijon niederließ. Zu Beginn des Zweiten Weltkriegs wurde Nathan Thalmann als Ausländer interniert, seine Frau starb kurze Zeit danach in einem Krankenhaus in Dijon. Rita konnte mit ihrem älteren Bruder Alfred in die Unbesetzte Zone fliehen und in der Umgebung von Grenoble untertauchen. Der Vater wurde deportiert und 1943 im KZ Auschwitz ermordet. Den Kindern gelang es, illegal in die Schweiz zu kommen, wo sie schließlich bei den Eltern ihrer Mutter Unterstützung fanden.    
Nach 1945 arbeitete Rita Thalmann für das Kinderhilfswerk Œuvre de secours aux enfants und legte 1948 ihr Baccalauréat (Abitur) in Straßburg ab. Sie unterrichtete danach an der jüdischen Schule École Yabné in Paris und studierte parallel an der Sorbonne Geschichte und Germanistik. Nach der Agrégation im Fach Deutsch, die sie 1958 mit Auszeichnung bestand, unterrichtete sie als Lehrerin an Sekundarschulen. Parallel arbeitete sie auf Anregung von Edmond Vermeil an ihrer Thèse d’Etat (entspricht ungefähr einer Habilitationsschrift) über Protestantisme et nationalisme en Allemagne de 1900 à 1945 (Protestantismus und Nationalismus in Deutschland von 1900 bis 1945), die sie 1973 abschloss. 
Ab 1966 unterrichtete sie zunächst als Assistentin, dann als Professorin an der Universität Tours, wo sie von 1970 bis 1983 das germanistische Institut leitete. Sie wurde 1984 als Professorin für Geschichte und Kultur der deutschsprachigen Länder (histoire et civilisation germanique) an die Universität Paris VII berufen, wo sie bis zu ihrer Pensionierung lehrte. Ihre Forschungsgebiete waren der Nationalsozialismus, die Shoah und der Zweite Weltkrieg sowie die Stellung der Frau in der Gesellschaft. Sie gründete das Centre d’études et de recherches intereuropéennes contemporaines (CERIC; Zentrum für zeitgenössische intereuropäische Studien und Forschung) und leitete ein Seminar zu „Geschlecht und Rasse: Diskurse und Formen des Ausschlusses im 19. und 20. Jahrhundert“.

## Auszeichnungen
- Officier der Ehrenlegion
- Chevalier des Ordre national du Mérite
- Chevalier des Ordre des Palmes Académiques
- Verdienstorden der Bundesrepublik Deutschland
- Wissenschaftspreis der Académie des sciences morales et politiques

## Publikationen (Auswahl)
- mit Emmanuel Feinemann: La Nuit de cristal. Laffont, Paris 1972, (In deutscher Sprache: Die Kristallnacht. Jüdischer Verlag bei Athenäum, Frankfurt am Main 1987, ISBN 3-610-00398-7).
- Jochen Klepper. Ein Leben zwischen Idyllen und Katastrophen. Christian Kaiser, München 1977, ISBN 3-459-01110-6 (Mehrere Auflagen).
- Être femme sous le IIIe Reich. R. Laffont, Laffont, Paris 1982, ISBN 2-221-00859-6 (In deutscher Sprache: Frausein im Dritten Reich. Carl Hanser, München u. a. 1984, ISBN 3-446-13579-0).
- La République de Weimar (= Que sais-je? 2300). Presses universitaires de France, Paris 1986, ISBN 2-13-039449-3 (Mehrere Auflagen).
- als Herausgeberin: Femmes et Fascismes. Tierce, Paris 1987, ISBN 2-903144-38-9.
- als Herausgeberin: La tentation nationaliste 1914–1945. = Entre émancipation et nationalisme. La presse féminine d'Europe 1914–1945. Deuxtemps Tierce, Paris 1990, ISBN 2-903144-59-1.
- La mise au pas. Idéologie et stratégie sécuritaire dans la France occupée. Fayard, Paris 1991, ISBN 2-213-02623-8 (In deutscher Sprache: Gleichschaltung in Frankreich. 1940–1944. Europäische Verlags-Anstalt, Hamburg 1999, ISBN 3-434-50062-6).
- mit Jean-Louis Huot und Dominique Valbelle: Naissance des cités. Nathan, Paris 1991, ISBN 2-09-294150-X.
- Protestantisme et nationalisme en Allemagne. (de 1900 à 1945). D'après des itinéraires spirituels de Gustav Frenssen, Walter Flex, Jochen Klepper, Dietrich Bonhoeffer (= Dialogues des Nations. 1). Klincksieck, Paris 2000, ISBN 2-252-01885-2.
- Tout commença à Nuremberg. Entre histoire et mémoire. Berg International, Paris 2004, ISBN 2-911289-64-1 (Autobiographie).